# Максимович, Николай Григорьевич
Николай Григорьевич Максимо́вич (укр. Микола Григорович Максимович; 16 (29) апреля 1914, с. Добратичи (ныне Люблинского воеводства, Польша) — 10 июня 1981, Львов) — украинский советский учёный в области электротехники, доктор технических наук (с 1969), профессор (с 1962), заслуженный деятель науки и техники Украинской ССР (1964). Ректор Львовского политехнического института и Львовского государственного университета имени И.Франко.

## Биография
Окончил гимназию в г. Холме. В 1933 поступил на учёбу во Львовскую Политехнику.
С юности — участник революционной деятельности на Западной Украине. В 1939 за коммунистическую деятельность был заключён в концлагерь Береза Картузская.
После начала Второй мировой войны и нападения гитлеровской Германии на Польшу освобождён из заключения. Продолжил обучение на электротехническом факультете Львовского политехнического института.
После окончания института в 1941 году, направлен на работу инженером КБ Харьковского электромеханического завода.
Участник Великой Отечественной войны. С 1942 в составе партизанского отряда имени Богдана Хмельницкого.
После окончания войны в 1945 без отрыва от производства поступил в аспирантуру на кафедру общей и теоретической электротехники. В 1948, после её окончания и защиты диссертации, получил учёную степень кандидата наук.
Работал во Львовском политехническом институте, доцент. С 1950 — заместитель директора по научной работе, одновременно заведующий кафедрой общей и теоретической электротехники, с 1954 — директор (ректор) ЛПИ. Профессор Николай Максимо́вич возглавлял Львовскую политехнику почти десять лет.
В 1962 утверждён в учёном звании профессора на кафедре теоретической и общей электротехники.
В июле 1963 назначен ректором Львовского государственного университета имени И.Франко.
Доктор технических наук (1968)
Общественный деятель. Избирался депутатом Верховного Совета УССР 8-10-го созывов.
Жена — Мария Ких (1914—1979) — активная участница революционной борьбы на западноукраинских землях, партизанка, депутат Верховного Совета УССР , заместитель председателя Верховного Совета УССР. Почётный гражданин города Львова.
Умер во Львове. Похоронен на Лычаковском кладбище.

## Научная деятельность
Основные труды в области теоретической электротехники, теории и разработки методов расчета электрических цепей.
Научный руководитель специальной научно-исследовательской лаборатории, которая работала над созданием новых типов учебных машин; ответственный редактор двух томов научных записок «Вопросы теории электрических и магнитных цепей».
Автор более 30 научных работ.
Награждён орденом Ленина, другими орденами, медалями СССР.